# Marnette Patterson

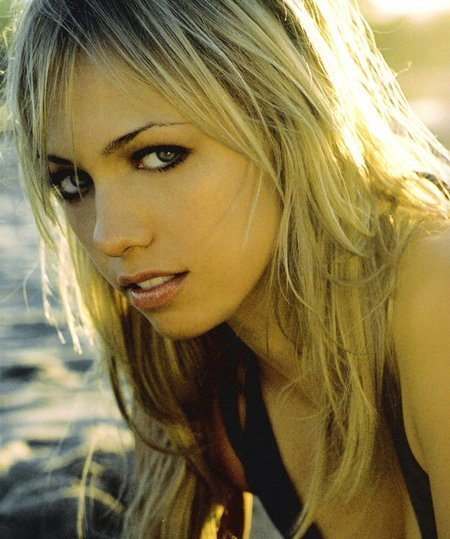
Marnette Patterson

Marnette Patterson, född 26 april 1980 i Los Angeles, är en amerikansk skådespelare. Hon spelade Christy, en kraftfull häxa och Billies syster, i säsong åtta av Förhäxad.

## Filmografi
- Mama's Family (1 avsnitt) .... Dorrie
- A Nightmare on Elm Street 5: The Dream Child (1989) .... liten tjej
- Good Grief (1 avsnitt, Cub Scouts and Horses & Whiskers on Kittens, 1990) .... liten tjej
- Under Cover, 1991) .... Emily Del'Amico
- It's Spring Training, Charlie Brown (1992) (TV) .... Lucille "Lucy" van Pelt (röst)
- The Kingdom Chums: Original Top Ten (1992) .... Amy (röst)
- It's Christmastime Again, Charlie Brown (1992) (TV) .... Lucille "Lucy" van Pelt (röst)
- Secret Adventures: Spin (1993)  .... Arlene
- Sliver (1993) .... Joanie Ballinger
- Secret Adventures: Snag (1994) .... Arlene
- Secret Adventures: Smash (1994)  .... Arlene
- Secret Adventures: Shrug (1994) .... Arlene
- Camp Nowhere (1994) .... Trish Prescott
- Boy Meets World (1 avsnitt, Turnaround, 1994) .... Allison Cheever
- Secret Adventures: Slam (1995)  .... Arlene
- Unhappily Ever After (1 avsnitt, Boxing Mr. Floppy, 1995) .... Cindy Stalling
- Something Wilder (1 avsnitt, Hanging with Mr. Cooper, 1995) .... barnbarn
- Liz: The Elizabeth Taylor Story (1995) (TV) .... Jane Powell
- The Great Mom Swap (1995) (TV) .... Nicole
- Kirk (1 avsnitt, Night at the Movies, 1995) .... Amanda
- Something So Right 1996 .... Nicole Farrell
- 3rd Rock from the Sun (1 avsnitt, Brains and Eggs, 1996) .... volleybollflicka
- Minor Adjustments (3 avsnitt, Ask Dr. Ron, The Ungrateful Dead och Baby Boomer Angst, 1996) .... Joanna Emsen
- Final Vendetta (1996) .... ung Jenny
- Saved by the Bell: The New Class (1 avsnitt, Big Sister Blues, 1997) .... Robyn Peterson
- Odd Man Out (1 avsnitt, The Unbelievable Truth, 1999) .... Caroline
- Movie Stars (10 avsnitt, 1999-2000) .... Lori Lansford
- Touched by an Angel (1 avsnitt, With God as My Witness, 2000) .... Katie
- That '70s Show (1 avsnitt, Eric's Panties, 2000) .... Shelly
- The Stalking of Laurie Show (2000) (TV) .... Michelle Lambert
- Search Party (2 avsnitt, Cancún (III) och Cancún (V), 2000) .... Kändisdeltagare
- Clover Bend (2001) .... Claire
- Dead Last (1 avsnitt, Jane's Exit, 2001) .... Brandy
- Who's Your Daddy? (2003) .... Brittany Van Horn
- Nip/Tuck (1 avsnitt, Sofia Lopez, 2003) .... Fluffer
- Run of the House (1 avsnitt, The Party, 2003) .... Jessica
- Secret Santa (2003) (TV) .... Callie
- Cracking Up (1 avsnitt, Birds Do It, 2004) .... Eve
- Candy Paint (2005) .... Stefanie Petrowski
- Standing Still (2005) .... Sarah
- Supernatural (1 avsnitt, Bloody Mary, 2005) .... Charlie
- Grounded for Life (1 avsnitt, Oh, What a Knight, 2005) .... Jenna
- Untitled Brad Copeland Project (2006) (TV) .... Jen
- Cloud 9 (2006) .... Crystal
- Pope Dreams (2006) .... Brady Rossman
- Förhäxad (8 avsnitt, 2006) .... Christy Jenkins
- The Standard (2006) .... Gina
- Kush (2007) .... Taylor
- Ghosts of Goldfield (2007) .... Julie
- CSI: Crime Scene Investigation (1 avsnitt, Ending Happy, 2007) .... Aimee
- By Appointment Only (2007) (TV) .... Angie
- Remember the Daze (2007) .... Stacey Cherry
- Starship Troopers 3: Marauder (2008) .... Holly Little
- The Beacon (2009) .... Christina Wade
- American Sniper (2014).... Sarah